# Kinikini
Die Kinikini  ist eine Keule der Bewohner der Fidschi-Inseln in Blatt- oder Ruderkeulenform. Sie diente als Kampf- und Standeswaffe für Häuptlinge und Priester.

## Beschreibung
Die Kinikini besteht aus Holz. Der Schaft ist leicht oval gearbeitet. Der Schlagkopf ist flach und ähnlich einer Haifischflosse. Die Schlagkanten sind abgeflacht und scharf gearbeitet. Die gesamte Schlagkopffläche ist mit traditionellen Mustern verziert. Die Muster sind mit weißer Korallenpaste ausgelegt, um sie gegen den dunklen Untergrund hervorzuheben. Der Besitz und der Gebrauch der Kinikini waren ausschließlich Priestern und Häuptlingen vorbehalten. Sie wurde nicht nur als Schlagwaffe, sondern auch als Schild gegen Pfeile benutzt. Es gibt verschiedene Versionen der Kinikini, die sich in Form und Verzierung unterscheiden.